# Epinotia caprana
Epinotia caprana es una especie de polilla del género Epinotia, categorizada en la tribu Eucosmini, de la subfamilia Olethreutinae.

## Distribución
Se distribuye por Europa: Suiza, Reino Unido y Francia.

## Taxonomía
Fue descrita por Johan Christian Fabricius en 1798.
Tratamiento taxonómico
La especie aparece registrada y publicada en Suppl. Entomologiae Systematicae: 475.